# 1162 هـ
1162 هـ هي سنة في التقويم الهجري امتدت مقابلةً في التقويم الميلادي بين سنتي 1748 و1749.

## أحداث
- غادر الإمام محمد بن سعود والشيخ محمد بن عبد الوهاب مع عدد كبير من الناس في الدرعية إلى مكة للحج وزاروا أيضا المسجد النبوي.
- 29 شوال تعيين سليمان أبو ليلة واليا على ولاية بغداد والبصرة.

## وفيات
- إبراهيم شاه الأفشاري
- إسماعيل العجلوني.